# バトルフォーミュラ
『バトルフォーミュラ』 (BATTLE FORMULA) は、1991年9月27日にサン電子（サンソフト）が発売した日本のファミリーコンピュータ用ゲームソフト。
北米では『Super Spy Hunter』のタイトルで、『Spy Hunter』シリーズの1作品として発売された。
日本では後にPlayStation用ソフト『メモリアル☆シリーズVol.6』（2002年）に収録されて発売された。

## 概要
スーパーファミコンが登場して1年が経過した中でファミコン向けに発売したソフトとあって、サン電子が4ヶ月後に発売した『ギミック!』（1992年）と同様にファミコン標準を凌駕するクオリティで知られ、ファミコン末期の隠れた名作と称されている。そうしたこともあって、販売品であるにもかかわらず、箱付きの美品が10万円を超える価格でオークションで取引された実績もある。

## ゲーム内容

### システム
画面上方に行くと加速していき、下方に行くと減速する。ボスのレーザーに当たったり、本体ごと挟みこまれるとミスになる。
バトルフォーミュラの車体上部には砲台が設置されており、正面固定のショットと同時に使用する。砲台はボタン操作で発射角度を変えることが可能。発射角度調整ボタンは特殊武器ボタンを兼ねる。

### パワーアップ
2種類の色が存在し、それぞれ異なるパワーアップが可能。
赤いトレーラーを破壊するとパワーアイテムが出現し、アイテムを取ることによってパワーアップできる。
| マーク | 特徴 |
| ------ | --- |
| C      | 砲台が手動モードと自動モードに、戦闘機の場合はミサイルが強力ミサイル（直進）と追尾ミサイルに切り替えられる。   |
| R      | 連射速度が上がる。                                                                                             |
| P      | 最大5段階（戦闘機は最大6段階）まで強化可能。パワーアップ中は変形し、砲台が外れて一時的に敵の当たり判定がつく。 |
| L      | ライフが4メモリ増え、同時にライフも回復する。最大ライフ12まで増加可能。                                        |

青いトレーラーを破壊すると特殊アイテムが出現し、アイテムを取れば、1度きりの特殊アイテムがストックされるようになる。
| マーク | 特徴                                                                                                 |
| ------ | --- |
| O      | 後ろからオイルを流して敵の車にスリップさせる。                                                       |
| T      | タイヤクラッシャー。横から敵にダメージを与えるのみならず、側面の壁にぶつかってもダメージが減らない。 |
| G      | 砲台が外れて敵に追尾攻撃を行う。                                                                     |
| B      | 全体攻撃。画面上の敵と弾を全て一掃する。                                                             |
| L      | ライフが4メモリ回復する。即効アイテムの1つ。                                                         |
| 1UP    | その名の通り残機数が1増える。最大残機数が99までカンストする。即効アイテムの1つ。                     |

## 設定

### ストーリー
天下無敵の走り屋兼運び屋として生計を立てていた主人公「ジーン」。そんな彼が今回挑む依頼は、近年に世間を騒がせているテロリスト軍団が新たに開発した秘密兵器「バトルフォーミュラ」を入手するのが目的であった。潜入したジーンは発見したバトルフォーミュラを早速試乗し、どの性能が搭載されているか確認しようとエンジンスターターを回したとたんに警報が鳴り響く。結果的に命懸けの試乗会と自ら称し、テロリストを撒く爆走が始まる。

### ステージ構成
全6ステージ。
ステージ1
橋上の道路が舞台。ところどころ崩落していたり、ラスタースクロールによるカーブを曲がったりする。終盤はジャンプや水上の浅瀬を移動する。
ステージ2
砂漠が舞台で、当ステージのみ自機がジープ状に変化。砂上はスピードが下がり、流砂に飲み込まれればミスになる。
ステージ3
高速道路が舞台。カーブ地帯が多く、分岐点も多い。
ステージ4
前ステージと同じく高速道路地帯。氷の路面は非常に滑りやすい。後半は大ジャンプ地帯となり、路上を踏み外すとミス。
ステージ5
前半はボート形に変形して水上を走る。後半は戦闘機に変形し、シューティングステージに直行する。
戦闘機の状態は発射角度調整や特殊武器が使用できない代わりに、ショットと同時にミサイルが使用可能。
ステージ6
最終ステージ。ボスは全3体中、以前のステージに登場したボスが2体が登場。

## 他機種版
| No. | タイトル                             | 発売日         | 対応機種                                                                  | 開発元     | 発売元             | メディア                          | 型式       | 売上本数 | 備考                          |
| --- | ------------------------------------ | -------------- | ------------------------------------------------------------------------- | ---------- | ------------------ | --------------------------------- | ---------- | -------- | ----------------------------- |
| 1   | メモリアル☆シリーズ サンソフト Vol.6 | 2002年11月21日 | PlayStation                                                               | サンソフト | サンソフト         | CD-ROM                            | SLPS-03486 | -        | 『ギミック!』とのカップリング |
| 2   | メモリアル☆シリーズ サンソフト Vol.6 | 2010年12月22日 | PlayStation 3 PlayStation Portable PlayStation Vita (PlayStation Network) | サンソフト | サンソフト         | ダウンロード (ゲームアーカイブス) | -          | -        | 『ギミック!』とのカップリング |
| 3   | バトルフォーミュラ                   | 2013年4月9日   | Windows                                                                   | サンソフト | D4エンタープライズ | ダウンロード (プロジェクトEGG)    | -          | -        |                               |

## スタッフ
- ディレクター：CHO MUSOU
- プログラム：NORTH RIVER（北川正昭）、IDATEN、NOM（野村雅仁）、Y.AZUMA
- グラフィック：HEBEREKE、塚田雅士、YOU-RI、さとうひろゆき、IDATEN、T.AJIRO
- 音楽：小高直樹、原伸幸、瀬谷辰宇
- スペシャル・サンクス：ほんまよしのり、リタ・ジマラー、北角浩一、カズコ・ハーマン、カレン・シャドレー、スティーブ・ゲールケ、江口弘泰、MAC、ASSHI（酒井敦史）、おかざきみほこ、DAGAWA-R、竹内昭人、HIRO-KUN（東谷浩明）

## 評価
- ゲーム誌『ファミコン通信』の「クロスレビュー」では、4・4・5・5の合計18点（満40点）となっており[6][3]、レビュアーの意見としては、「ちょっと古めかしいデザインで、かなりストイックなゲーム」、「自分の腕をちまちまと研いていくタイプのゲームが好きな人にはおすすめ」などと評されている[6]。

- ゲーム誌『ファミリーコンピュータMagazine』の読者投票による「ゲーム通信簿」での評価は以下の通りとなっており、19.5点（満30点）となっている[4]。

| 項目 | キャラクタ | 音楽 | お買得度 | 操作性 | 熱中度 | オリジナリティ | 総合 |
| 得点 | 3.2        | 3.3  | 3.3      | 3.2    | 3.2    | 3.3            | 19.5 |

- ゲームムック『ハード末期に発売された名作ゲーム集』では「雨で路面が濡れて滑るといった路面状況にも左右されるため、一般的なシューティングとは一風変わったテイストとなっており、また、シューティング要素が加わったことによって、カーチェイスゲームとしてもほかと一線を画するデキとなっている」「さらにはファミコン末期ゆえ、自機の挙動にリアリティがあるほか、ボスキャラが巨大であったり、道路が弧を描いてカーブしたりと、技術水準も高い」と評されている[5]。